# Byanka

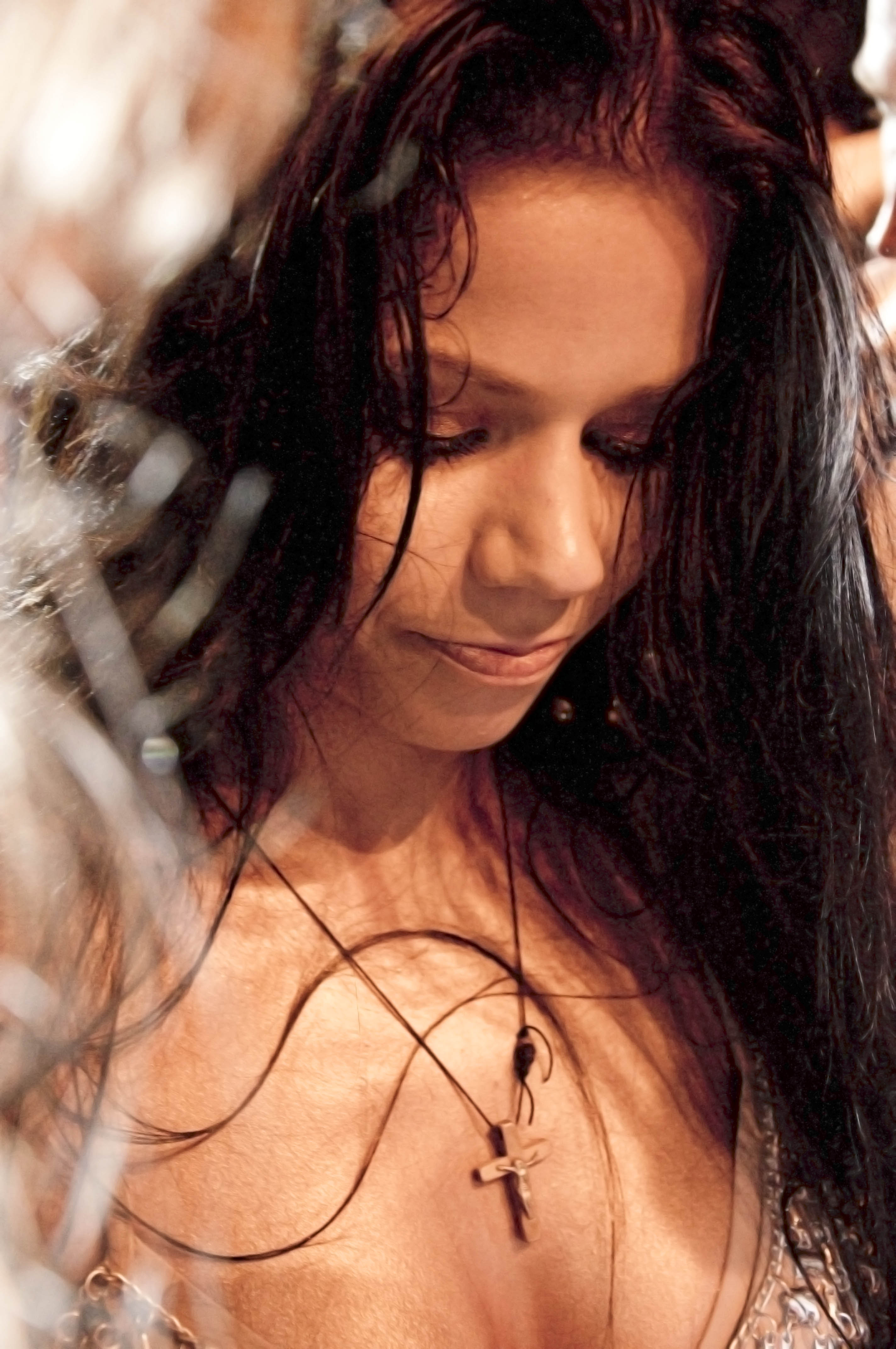
Byanka

Byanka, Bianka oder Bianca (eigentlich Tatjana (Jana) Eduardowna Lipnizkaja, russ. Татьяна (Яна) Эдуардовна Липницкая; * 17. September 1985 in Minsk, Weißrussische SSR) ist eine russische R'n'B-Sängerin belarussischer Herkunft. Sie erhielt den MTV Music Award Russia für die beste Aufnahme in der Kategorie Hip-Hop/Rap/R'n'B im Jahre 2007.

## Biografie
Im Jahr 2001 erhielt Byanka einen Grand Prix des internationalen Wettbewerbs Malwa für junge Sänger. Anschließend den Grand-Prix für Gesang und Tanz Belaja Rus. Auf dem internationalen Wettbewerb Oginski erreichte sie den dritten Platz.
Im Jahr 2005 erhielt Byanka den offiziellen Aufruf Belarus bei dem internationalen Musik-Wettbewerb „Eurovision“ zu vertreten. Sie lehnte es jedoch ab.

## Stil
Byanka bezeichnet ihren Stil als Slawisches R'n'B, in dem charakteristische russische Lyrik und Instrumente (Balalaika, Ziehorgel etc.) verwendet werden.

## Diskografie

### Alben
- 2006: Русский Народный R'n'B
- 2008: 38 замков
- 2011: Наше поколение
- 2014: Музыка
- 2016: Мысли в нотах
- 2018: Гармония
- 2019: Волосы

### EPs
- 2018: Чем мне любить

### Singles (Auswahl)
- 2006: Были Танцы
- 2008: Мулен Руж
- 2011: А Чё Чё
- 2014: Музыка
- 2015: Стиль Cобачки (mit Potap & Nastya)
- 2015: Абсолютно Всё (mit MOT)